# Давидія обгорткова
Давидія обгорткова (Davidia involucrata) — вид рослин та монотипний рід порядку дереноцвіті (Cornales).

## Назва
Першим європейцем, що віднайшов дерево, був Арман Давид. Він надіслав у Париж 1869 року кілька екземплярів, яку ботаніки визнали за новий рід і назвали в честь першовідкривача. Насіння вдалося переслати в Європу лише наприкінці XIX ст.

## Будова
Листяне дерево висотою 24 м, що скидає листя на зиму. Наприкінці весни дерево вкривається масою коричнево-червоних квіткових головок на довгих пониклих квітоніжках, що оточені двома білими чи кремовими приквітками. Суцвіття давидії складається з багатьох чоловічих квіток та однієї жіночої. За листям вид поділяється на D. involucrata var. involucrata (з опушеними листками) та D. involucrata var. vilmoriniana (з гладенькими).

## Життєвий цикл
Запилюється комахами, яких привертають до дерева білими приквітками.

## Поширення та середовище існування
Росте у листопадних лісах помірного поясу на схилах у горах Центрального Китаю.

## Практичне використання
Використовується у озеленені як декоративна рослина.

## Галерея

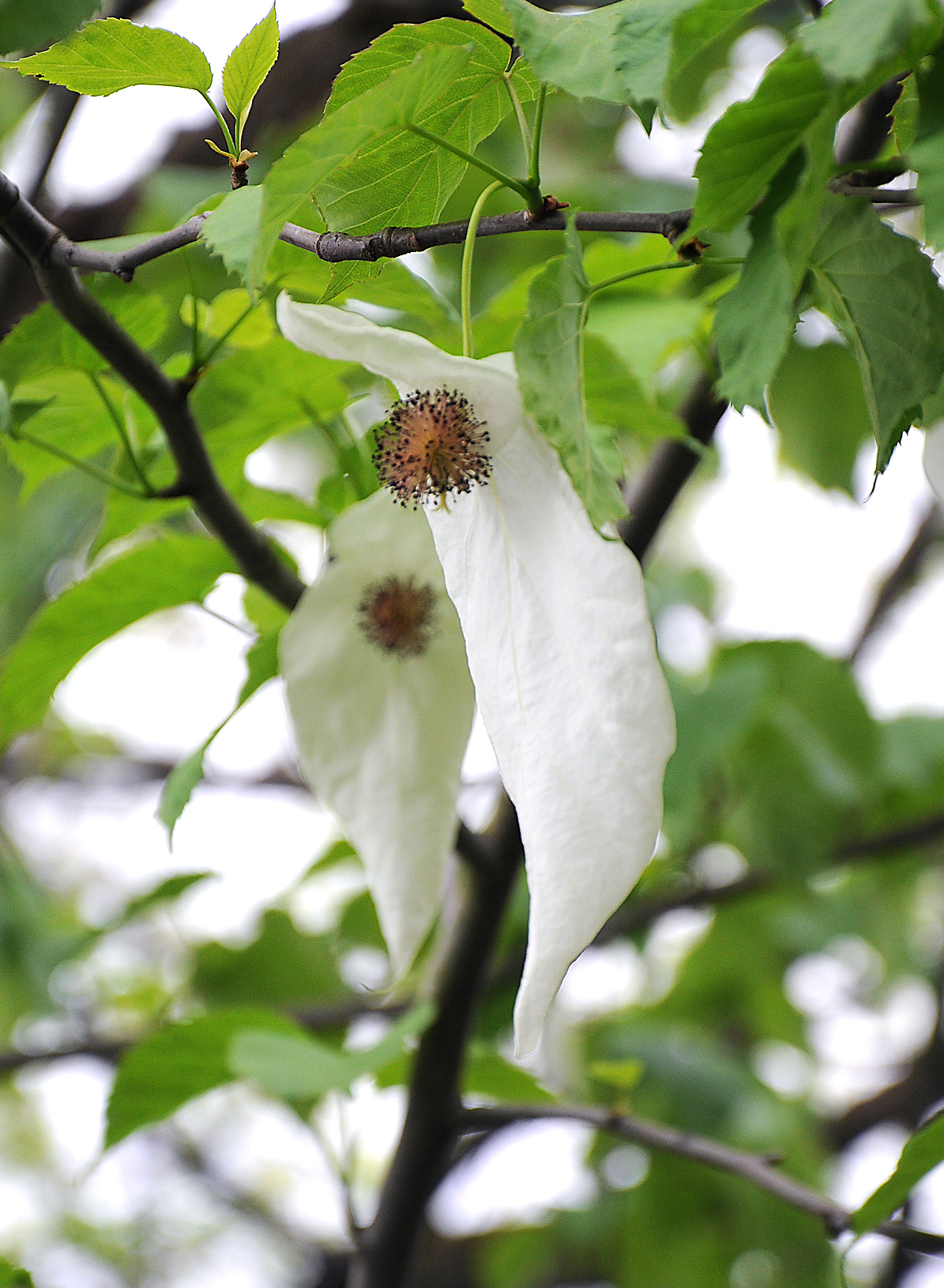
Квітка
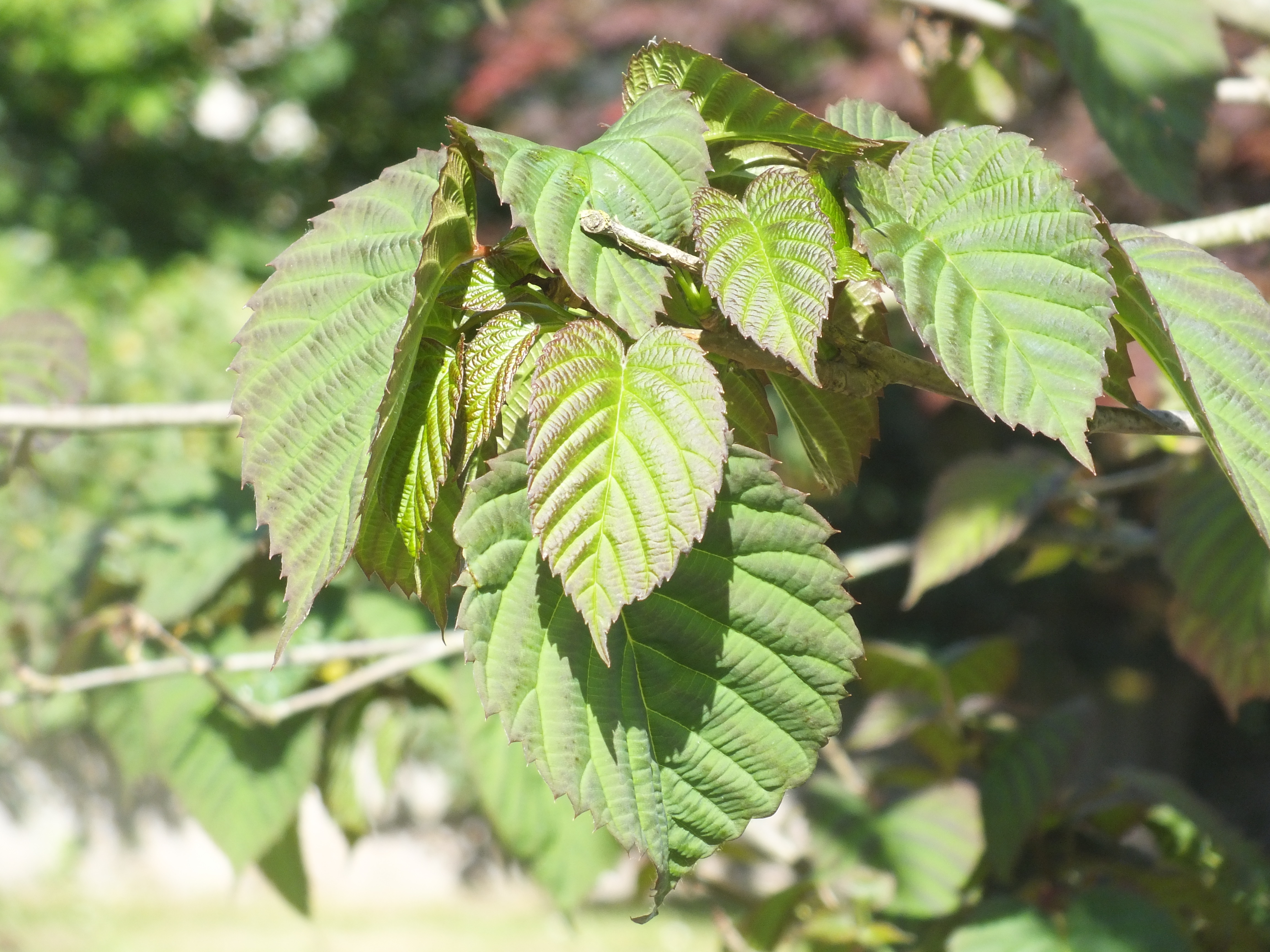
Листя
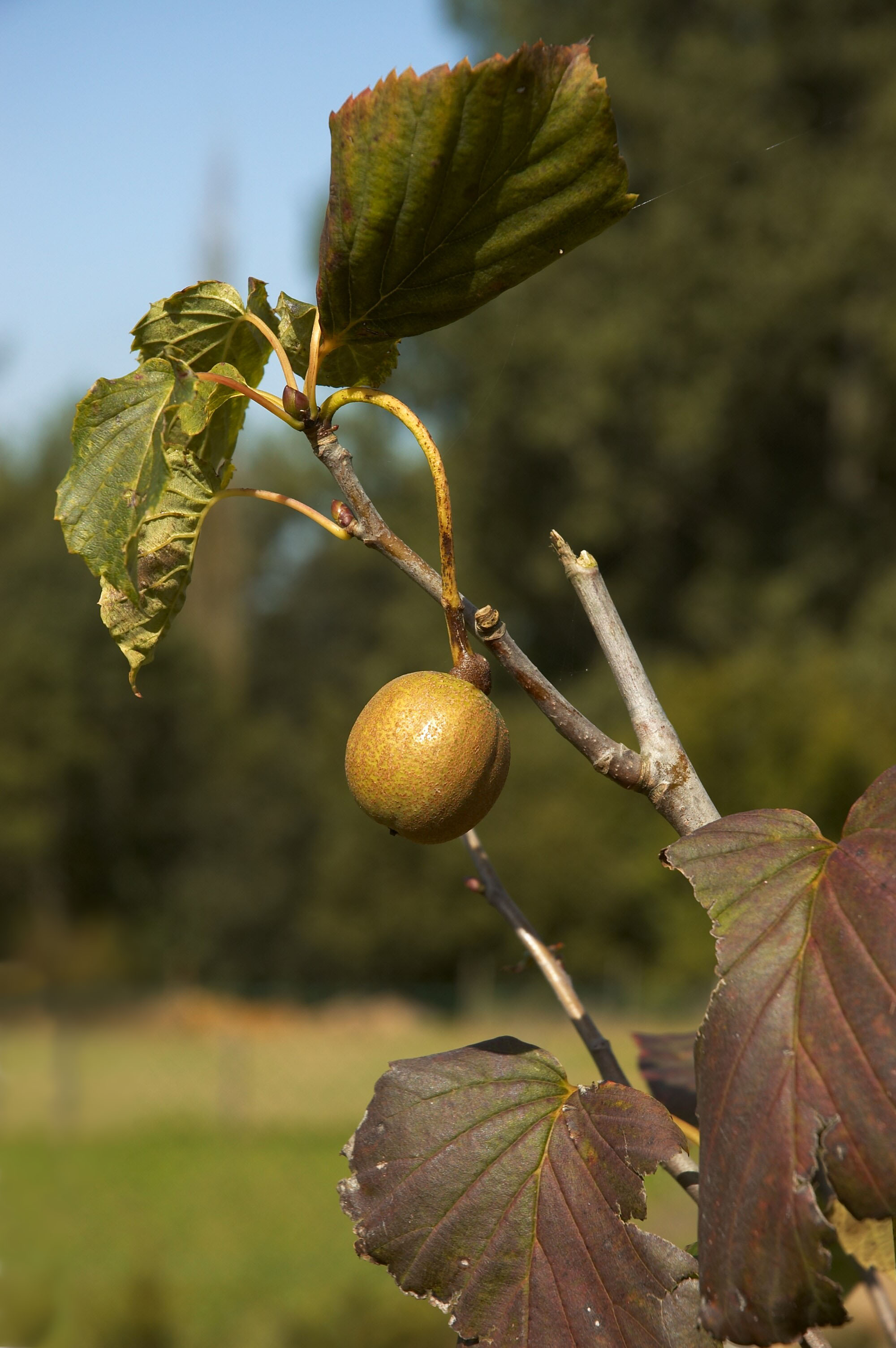
Плід
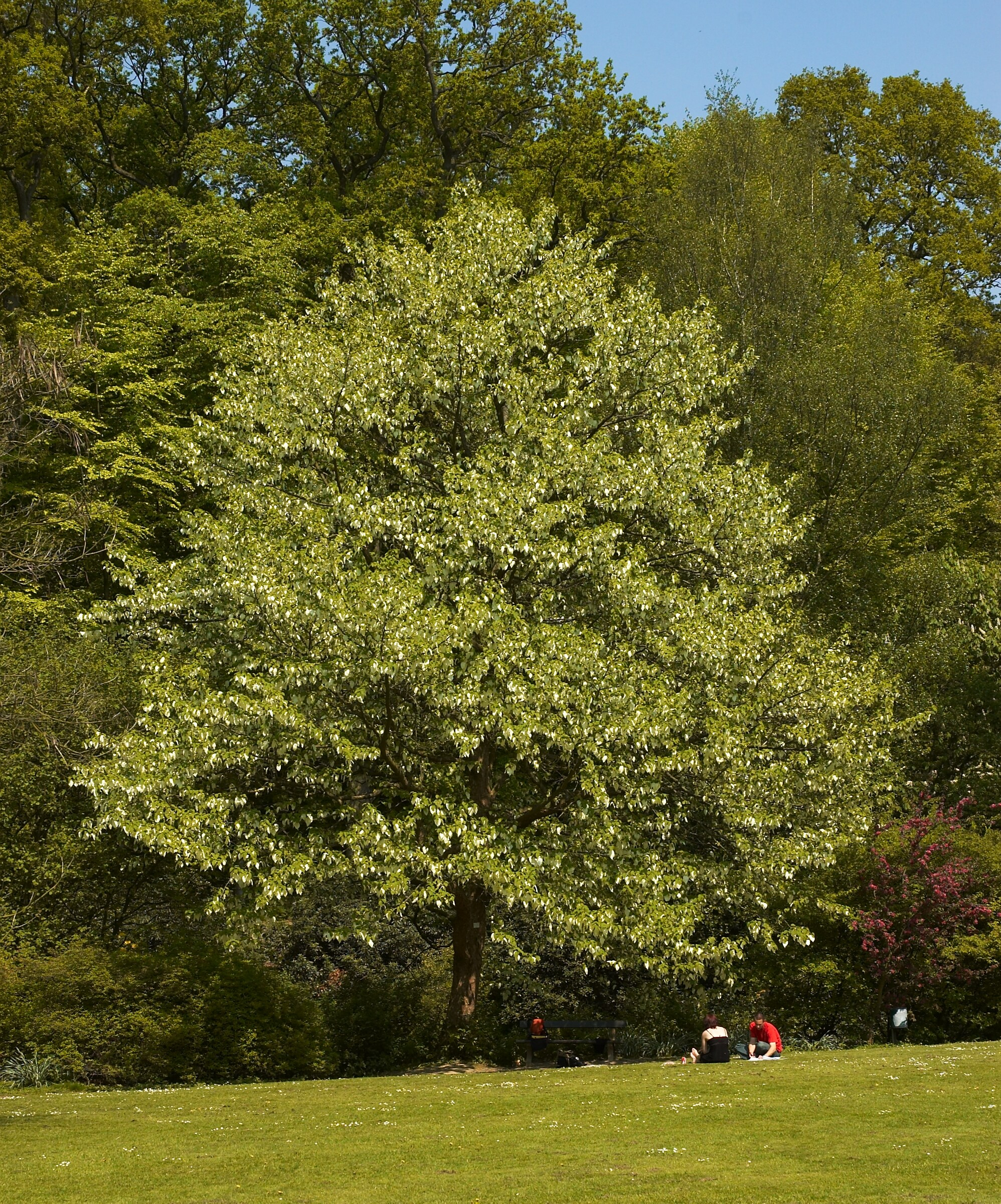
Доросле дерево